# Michael Eßig
Michael Eßig (* 22. Juni 1968 in Sindelfingen) ist ein deutscher Betriebswirtschaftler. Er ist seit 2003 Professor für Materialwirtschaft und Distribution sowie Vizepräsident für Forschung an der Universität der Bundeswehr München.

## Leben
Nach einem Studium der Betriebswirtschaftslehre an der Universität Passau promovierte Eßig 1998 am Betriebswirtschaftlichen Institut der  Universität Stuttgart und habilitierte sich dort 2002 mit der Arbeit Preispolitik in Netzwerken bei Ulli Arnold. Einen Ruf auf eine Professur für Industrielles Management an der Wissenschaftlichen Hochschule Lahr schlug er aus und übernahm er ab 2002 den Lehrstuhl für Allgemeine Betriebswirtschaftslehre, insbesondere Materialwirtschaft & Distribution – zunächst als Lehrstuhlvertretung und ab 2003 als ordentlicher Professor. Daneben hat er Lehraufträge unter anderem an der University of San Diego sowie der Universität St. Gallen. Eßig ist Mitglied in wissenschaftlichen Gremien und Verbänden, darunter im Präsidium der Deutschen Gesellschaft für Wehrtechnik (DWT).